# Turnês musicais de Pixie Lott

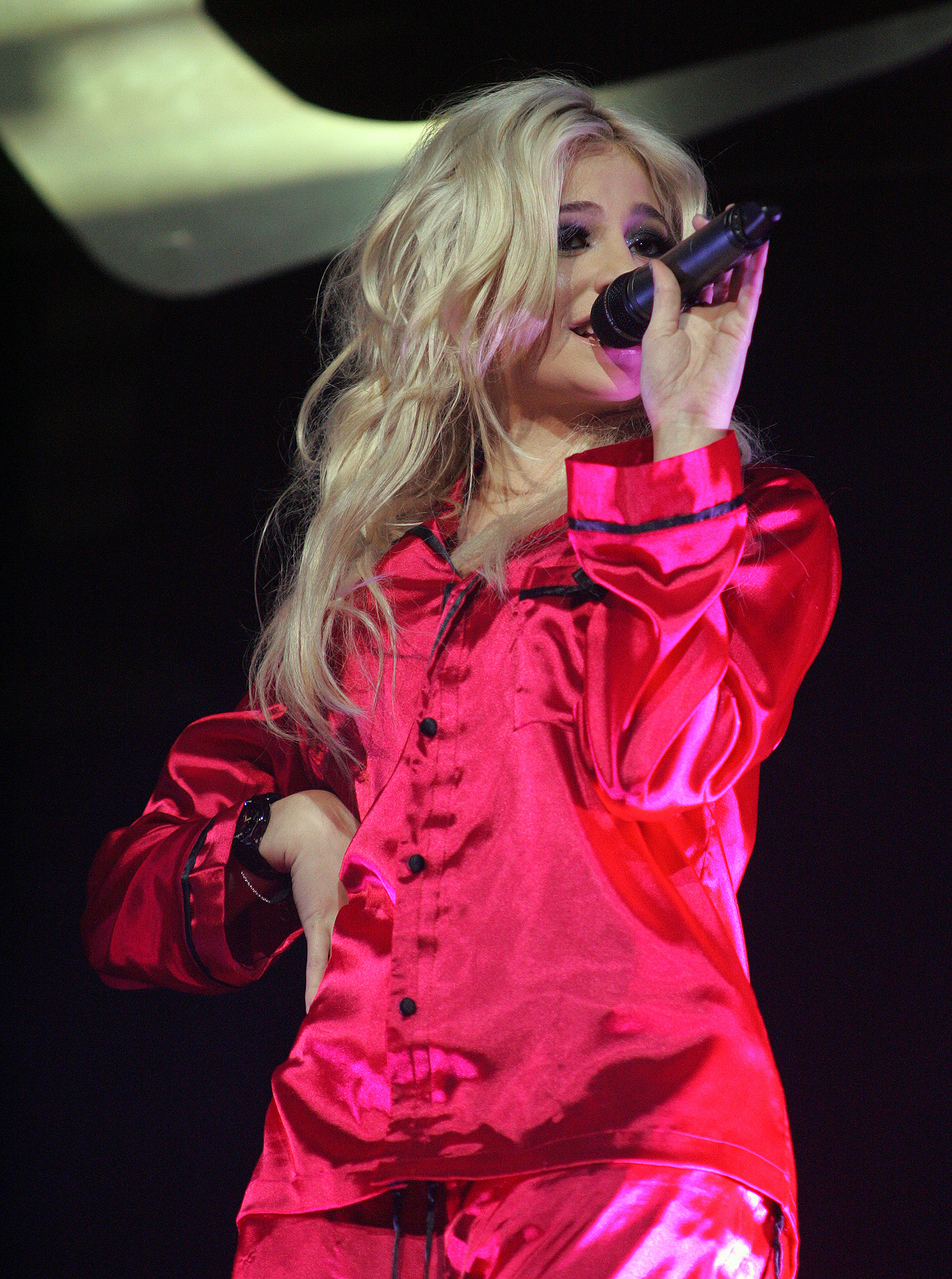
Lott no número de abertura da Crazy Cats Tour, a primeira turnê da artista e que passou pelo Reino Unido no último bimestre de 2010 e foi sucesso de crítica e vendas.

A cantora e dançarina inglesa Pixie Lott embarcou em duas turnês musicais próprias e outras duas como artista de abertura durante sua carreira. Ela começou a excursionar em 2009 ao abrir a Work Tour, primeira turnê do grupo feminino The Saturdays que passou pelo Reino Unido e na qual a solista recebeu críticas positivas. Em 2010, Lott iniciou a parada britânica da mundial Last Girl on Earth Tour de Rihanna e teve sua primeira turnê como artista principal, a Crazy Cats Tour. Seus próprios espetáculos ocorram no último bimestre daquele ano pelo Reino Unido a um público de quarenta mil pessoas. Os ingressos esgotaram logo após o anúncio dos concertos, que receberam comentários positivos por sua produção e pelo desempenho no palco da artista.
Sua segunda turnê, a Young Foolish Happy Tour, passou pela Ásia, onde Lott fez apresentações pequenas entre abril e maio de 2012 para promover seu segundo álbum que dá nome ao evento. O disco teve uma edição especial distribuída no continente para acompanhar a passagem da cantora, que também fez outros tipos de divulgação como sessões de autógrafos e aparições em estações de rádio.
Os concertos da artista costumam ter uma banda, dançarinos e vocalistas auxiliares e, nos eventos, a inglesa canta faixas próprias e de outros músicos. Além das turnês, ocorreram apresentações notáveis de Lott em cerimônias como os Brit Awards de 2010, a Royal Variety Performance e o Michael Forever: The Tribute Concert de 2011 e os Jogos Olímpicos de Verão de 2012.

## Turnês

### Como artista principal
| Título | Duração                                                   | Número de apresentações |
| --- | --------------------------------------------------------- | ----------------------- |
| Crazy Cats Tour | 23 de novembro–18 de dezembro de 2010 (Reino Unido)       | 19                      |
| A turnê de estreia de Lott, divulgou o primeiro álbum da artista, Turn It Up (2009). Os espetáculos foram anunciados em 8 de junho de 2010 e os ingressos logo se esgotaram. Auxiliada por uma banda e um conjunto de dançarinos e vocalistas auxiliares, a cantora realizou as apresentações tematizadas em felinos no último bimestre de 2010 para um público de quarenta mil pessoas em dezenove concertos pelo Reino Unido. O repertório da excursão incluía faixas do Turn It Up e reinterpretações diversas. O evento como um todo foi apreciado pela crítica, que destacou o desempenho vocal de Lott e a dança contida na Crazy Cats Tour. |                                                           |                         |
| Young Foolish Happy Tour | 1° de abril–28 de maio de 2012 (Leste e Sudeste Asiático) | 6                       |
| A primeira turnê internacional da cantora foi realizada na Ásia para promover o álbum Young Foolish Happy (2011), que teve uma edição especial lançada no continente para acompanhar a passagem de Lott nos países em que se apresentou entre abril e maio de 2012. Os concertos duravam cerca de uma hora e eram realizados em pequenos palcos, contendo a participação de músicos locais. Além da excursão, a artista fez aparições públicas para divulgar o disco como sessões de autógrafos e em estações de rádio. |                                                           |                         |

### Como artista de abertura
| Título | Duração                                                                            | Número de apresentações |
| --- | ---------------------------------------------------------------------------------- | ----------------------- |
| Work Tour | 5 de junho–3 de julho de 2009 (Reino Unido)                                        | 211                     |
| Lott abriu a primeira turnê do grupo feminino compatriota The Saturdays. Embora sua formação de palco tenha sido reduzida a um guitarrista e uma dupla de dançarinas, a apresentação de 24 de junho de 2009, que ocorreu no Hammersmith Apollo de Londres, recebeu críticas positivas. O Daily Star notou que a artista exaltou a plateia, enquanto o The Guardian deu quatro estrelas à artista, elogiando sua voz e dança. O repertório desse episódio consistiu de músicas como "Mama Do (Uh Oh, Uh Oh)", "Boys and Girls" e as reinterpretações de "Use Somebody", dos Kings of Leon, e "Isn't She Lovely", de Stevie Wonder. |                                                                                    |                         |
| Last Girl on Earth Tour | 16 de abril de 2010–12 de março de 2011 (Ásia, América do Norte, Europa e Oceania) | 67                      |
| Lott abriu a parada no Reino Unido da segunda turnê mundial da barbadense Rihanna durante dez datas entre 7–20 de maio de 2010. A inglesa cantou nas apresentações músicas como "Mama Do (Uh Oh, Uh Oh)", "Boys and Girls" e uma mistura de reinterpretações que inclui "Use Somebody" e "When You Were Young", dos The Killers. |                                                                                    |                         |

## Outras apresentações notáveis
| Ano  | Cerimônia                            | Tipo      | Canções interpretadas               |
| ---- | ------------------------------------ | --------- | ----------------------------------- |
| 2010 | Brit Awards                          | Premiação | "Mama Do (Uh Oh, Uh Oh)"            |
| 2011 | Michael Forever: The Tribute Concert | Tributo   | "You're Not Alone" I Want You Back" |
| 2011 | Royal Variety Performance            | Caridade  | "All About Tonight"                 |
| 2012 | Jogos Olímpicos de Verão             | Esportiva | "Kiss the Stars" Use Somebody"      |